# Ottavia Cestonaro
Ottavia Cestonaro (Vicenza, 12 gennaio 1995) è una triplista, lunghista e multiplista italiana.
Nel salto triplo è stata vicecampionessa ai Giochi del Mediterraneo di Tarragona 2018 (esordio in Nazionale assoluta), campionessa agli Europei juniores di Rieti 2013 e due volte medagliata ai Mediterranei under 23 (argento a Tunisi 2016 e bronzo ad Aubagne 2014); ha vinto inoltre 4 titoli italiani assoluti e 31 nazionali giovanili in 8 specialità diverse.
Detiene 6 record italiani giovanili, di cui uno juniores, quattro allieve ed uno cadette.

## Biografia
Dopo essersi affermata a livello nazionale sia nella categoria cadette sia nella categoria allieve nel 2011 fa il suo esordio internazionale (sempre a livello giovanile), arrivando seconda nella gara di salto triplo valida per l'Incontro internazionale under 20 indoor tra Germania, Italia e Francia; sempre nello stesso anno gareggia per la prima volta in una rassegna internazionale giovanile al Festival olimpico della gioventù europea svoltosi in Turchia a Trebisonda, terminando 4ª nel salto triplo e 6ª con la staffetta 4x100 m. Ai mondiali allievi di Lilla in Francia termina settima nel lungo e non ottiene la qualificazione per la finale del triplo.
Nel 2012 partecipa ai mondiali juniores tenutisi a Barcellona, terminando all'ottavo posto nel triplo, mentre l'anno successivo conquista la medaglia d'oro nel triplo agli europei juniores, svoltisi in Italia a Rieti. Negli stessi anni fa anche incetta di titoli italiani a livello giovanile.
Nel 2014 vince la medaglia di bronzo nel alto triplo ai campionati del Mediterraneo under 23 di Aubagne, mentre non va oltre l'11º posto ai mondiali juniores di Eugene. L'anno successivo prende parte agli europei under 23 di Tallinn, arrivando 7ª nel salto triplo e 17ª nel lungo. A luglio, invece, nello Stadio Primo Nebiolo di Torino ha vinto il suo primo titolo italiano assoluto nel salto triplo. Nel giugno del 2016 invece ha gareggiato ai campionati del Mediterraneo under 23 di Tunisi dove ha vinto due medaglie, un argento nel triplo e un bronzo nel lungo.
Nel corso del 2017 a luglio ha gareggiato prima agli assoluti di Trieste (quinta nel lungo e seconda, con relativo argento, nel triplo) e poi agli europei under 23 di Bydgoszcz (sesta nel triplo e decima nel lungo). Nel mese di agosto ha esordito alle Universiadi di Taipei, dove conclude al quarto posto la finale del salto triplo con 13,51 metri, a soli 7 centimetri dalla medaglia di bronzo. 
In occasione dei campionati italiani assoluti indoor del 2018 ad Ancona vince per la prima volta il titolo assoluto al coperto nel salto triplo con 13,47 metri, sua seconda migliore misura di sempre al coperto. Il 26 maggio in Grecia, vincendo la gara di salto triplo al Meeting Internazionale di Kallithea con la misura di 13,97 metri, ha migliorato di 21 centimetri il proprio record personale. Il 29 giugno ha esordito con la Nazionale assoluta in Spagna ai Giochi del Mediterraneo di Tarragona, gareggiando nel salto triplo: grazie al 14,05 m (suo nuovo primato personale e sua prima misura sopra i 14 metri con vento regolare) ha ottenuto la medaglia d’argento e lo standard minimo richiesto dalla FIDAL per gli europei di Berlino, dove però non riesce a qualificarsi per la finale, non facendo segnare alcuna misura valida.
Negli anni successivi continua a partecipare a varie competizioni internazionali, venendo spesso eliminata durante i turni di qualificazione. Nel 2022, invece, riesce a raggiungere l'atto finale durante gli europei di Monaco di Baviera, che concluderà in decima posizione. L'anno seguente sfiora il podio agli europei indoor di Istanbul, chiusi in quarta piazza, e vince la medaglia di bronzo ai Giochi europei (contribuendo, contestualmente, alla vittoria dell'Italia nel campionato europeo a squadre). Ad agosto, poi, prende parte ai mondiali di Budapest, dove riuscirà a raggiungere per la prima volta in carriera l'atto finale della manifestazione iridata, conclusa in decima piazza.

## Allenatori
È allenata dal padre Sergio Cestonaro già presidente dell'A.V.I.E.F. (Associazione Vicentina Insegnanti Educazione Fisica e scienze motorie) e fondatore, con alcuni colleghi, della stessa nell'anno scolastico 1991-1992.

## Primati
- È presente nella top ten delle liste italiane delle migliori giovani nelle prove multiple al coperto: quarta under 23 nel pentathlon indoor con 4060 punti[4]; ottava under 20 nel pentathlon indoor con 3772 punti[5]; migliore under 18 indoor sia nel tetrathlon (peso 4 kg) con 2893 punti (60 m hs da 76 cm, peso da 4 kg, alto e 400 m)[6] che nel tetrathlon (peso 3 kg) con 3081 punti (60 m hs da 76 cm, peso da 3 kg, alto e 400 m)[7].
- È anche presente nella top ten delle liste italiane di sempre di categoria sia nel salto in lungo che nel triplo: tra le under 23 indoor è terza nel triplo con 13,57 metri[8] e quinta nel lungo con 6,34 metri (insieme ad Elisa Andretti)[9], sesta tra le promesse outdoor nel triplo con 13,76 metri[10].
Tra le juniores indoor è la migliore nel triplo con 13,47 metri[11] e la nona nel lungo con 6,15 metri[12], seconda under 20 outdoor nel salto triplo con 13,69 metri[13].
È la migliore tra le under 18 nel triplo sia all'aperto con 13,32 metri[14] che indoor con 13,04 metri[15], quarta allieva outdoor nel lungo con 6,14 metri[16].
Tra le under 16 indoor è la migliore nel lungo con 5,85 metri[17] e la seconda nel triplo con 12,21 metri[18], mentre outdoor è la terza nel triplo con 12,67 metri[19] e la settima nel lungo con 5,88 metri[20].

## Record nazionali

### Juniores
- Salto triplo indoor: 13,47 metri ( Ancona, 17 febbraio 2013)[21]

### Allieve
- Salto triplo: 13,32 metri ( Milano, 23 giugno 2012)[22]
- Salto triplo indoor: 13,04 metri ( Val-de-Reuil, 3 marzo 2012)[23]
- Eptathlon: 5239 punti ( Santa Cristina Valgardena, 10 giugno 2012)
- Tetrathlon indoor (60 m hs/0.76 m, peso/4 kg, alto, 400 m): 2893 punti ( Ancona, 30 gennaio 2011)[24]
- Tetrathlon indoor (60 m hs/0.76 m, peso/3 kg, alto, 400 m): 3081 punti ( Ancona, 28 gennaio 2012)[25]

### Cadette
- Salto in lungo indoor: 5,85 metri ( Modena, 14 marzo 2010)[17]

## Progressione

### Salto in lungo
| Stagione | Misura | Luogo                  | Data       | Rank. Mond. |
| -------- | ------ | ---------------------- | ---------- | ----------- |
| 2023     | 6,41 m | Grosseto               | 27-5-2023  |             |
| 2022     | 6,46 m | Nembro                 | 2-8-2022   |             |
| 2021     | 6,25 m | Caorle                 | 19-9-2021  |             |
| 2019     | 5,98 m | San Biagio di Callalta | 12-5-2019  |             |
| 2018     | 6,10 m | Modena                 | 24-6-2018  |             |
| 2017     | 6,35 m | Bydgoszcz              | 15-7-2017  |             |
| 2016     | 6,15 m | Rieti                  | 25-6-2016  |             |
| 2015     | 6,30 m | Rieti                  | 12-6-2015  |             |
| 2014     | 6,08 m | Milano                 | 28-9-2014  |             |
| 2013     | 6,27 m | Rieti                  | 14-6-2013  |             |
| 2012     | 6,07 m | Bressanone             | 27-5-2012  |             |
| 2011     | 5,94 m | Torino                 | 26-6-2011  |             |
| 2010     | 5,88 m | Vicenza                | 12-10-2010 |             |
| 2009     | 5,70 m | Rosà                   | 3-5-2009   |             |
| 2008     | 5,59 m | Formia                 | 27-5-2008  |             |
| 2007     | 4,90 m | Belluno                | 10-6-2007  |             |

### Salto triplo
| Stagione | Misura  | Luogo             | Data      | Rank. Mond. |
| -------- | ------- | ----------------- | --------- | ----------- |
| 2023     | 14,20 m | Budapest          | 23-8-2023 |             |
| 2022     | 14,22 m | Madrid            | 6-8-2022  |             |
| 2021     | 14,09 m | Rovereto          | 27-6-2021 |             |
| 2020     | 13,62 m | Vicenza           | 7-8-2020  |             |
| 2019     | 14,18 m | Bydgoszcz         | 10-8-2019 |             |
| 2018     | 14,05 m | Tarragona         | 29-6-2018 |             |
| 2017     | 13,66 m | Trieste           | 2-7-2017  |             |
| 2016     | 13,18 m | Cinisello Balsamo | 24-9-2016 |             |
| 2015     | 13,76 m | Torino            | 26-7-2015 |             |
| 2014     | 13,64 m | Aubagne           | 14-6-2014 |             |
| 2013     | 13,69 m | Rieti             | 15-6-2013 |             |
| 2012     | 13,32 m | Milano            | 23-6-2012 |             |
| 2011     | 12,96 m | Rieti             | 1-10-2011 |             |
| 2010     | 12,67 m | Cles              | 9-10-2010 |             |
| 2009     | 12,02 m | Abano Terme       | 26-6-2009 |             |

### Salto in lungo indoor
| Stagione | Misura | Luogo       | Data      | Rank. Mond. |
| -------- | ------ | ----------- | --------- | ----------- |
| 2023     | 6,36 m | Padova      | 15-1-2023 |             |
| 2022     | 6,08 m | Ancona      | 27-2-2022 |             |
| 2017     | 6,34 m | Ancona      | 18-2-2017 |             |
| 2016     | 5,78 m | Padova      | 23-1-2016 |             |
| 2015     | 6,13 m | Ancona      | 17-1-2015 |             |
| 2014     | 6,15 m | Ancona      | 8-2-2014  |             |
| 2013     | 6,14 m | Ancona      | 23-2-2013 |             |
| 2012     | 6,14 m | Ancona      | 18-2-2012 |             |
| 2011     | 6,04 m | Modena      | 27-2-2011 |             |
| 2010     | 5,85 m | Modena      | 14-3-2010 |             |
| 2009     | 5,50 m | Padova      | 22-3-2009 |             |
| 2008     | 5,09 m | Castenedolo | 10-2-2008 |             |

### Salto triplo indoor
| Stagione | Misura  | Luogo        | Data      | Rank. Mond. |
| -------- | ------- | ------------ | --------- | ----------- |
| 2023     | 14,11 m | Ancona       | 19-2-2023 |             |
| 2022     | 13,74 m | Mondeville   | 9-2-2022  |             |
| 2021     | 13,90 m | Toruń        | 6-3-2021  |             |
| 2020     | 13,36 m | Ancona       | 2-2-2020  |             |
| 2019     | 13,56 m | Ancona       | 17-2-2019 |             |
| 2018     | 13,47 m | Ancona       | 18-2-2018 |             |
| 2017     | 13,57 m | Ancona       | 19-2-2017 |             |
| 2016     | 12,95 m | Padova       | 31-1-2016 |             |
| 2015     | 13,33 m | Padova       | 21-2-2015 |             |
| 2014     | 13,18 m | Halle        | 1-3-2014  |             |
| 2013     | 13,47 m | Ancona       | 17-2-2013 |             |
| 2012     | 13,04 m | Val-de-Reuil | 3-3-2012  |             |
| 2011     | 12,90 m | Ancona       | 12-2-2011 |             |
| 2010     | 12,21 m | Udine        | 21-2-2010 |             |
| 2009     | 11,60 m | Padova       | 22-2-2009 |             |

### Pentathlon indoor
| Stagione | Punteggio | Luogo  | Data      | Rank. Mond. |
| -------- | --------- | ------ | --------- | ----------- |
| 2017     | 4060 p.   | Padova | 28-1-2017 |             |
| 2016     | 3792 p.   | Padova | 24-1-2016 |             |
| 2015     | 3260 p.   | Padova | 23-1-2015 |             |

## Palmarès
| Anno | Manifestazione                           | Sede       | Evento         | Risultato | Prestazione        | Note                          |
| ---- | ---------------------------------------- | ---------- | -------------- | --------- | ------------------ | ----------------------------- |
| 2011 | Festival olimpico della gioventù europea | Trebisonda | Salto triplo   | 4ª        | 12,82 m (+1,6 m/s) | [ 26 ]                        |
| 2011 | Festival olimpico della gioventù europea | Trebisonda | 4x100 m        | 6ª        | 47"73              | [ 26 ]                        |
| 2011 | Mondiali allievi                         | Lilla      | Salto in lungo | 7ª        | 5,93 m (+1,5 m/s)  | [ 27 ]                        |
| 2011 | Mondiali allievi                         | Lilla      | Salto triplo   | 15ª       | 12,55 m (+0,5 m/s) | [ 27 ]                        |
| 2012 | Mondiali juniores                        | Barcellona | Salto triplo   | 8ª        | 13,29 m (+1,5 m/s) | [ 28 ]                        |
| 2013 | Europei juniores                         | Rieti      | Salto triplo   | Oro       | 13,41 m (-0,5 m/s) | [ 29 ]                        |
| 2013 | Europei juniores                         | Rieti      | Salto in lungo | 8ª        | 6,07 m (+0,5 m/s)  | [ 29 ]                        |
| 2014 | Mediterranei under 23                    | Aubagne    | Salto triplo   | Bronzo    | 13,64 m (-0,2 m/s) | [ 30 ]                        |
| 2014 | Mondiali juniores                        | Eugene     | Salto triplo   | 11ª       | 13,03 m (+1,5 m/s) | [ 31 ]                        |
| 2015 | Europei under 23                         | Tallinn    | Salto in lungo | 17ª (q)   | 6,04 m (+1,0 m/s)  | [ 32 ]                        |
| 2015 | Europei under 23                         | Tallinn    | Salto triplo   | 7ª        | 13,34 m (+1,7 m/s) | [ 32 ]                        |
| 2016 | Mediterranei under 23                    | Tunisi     | Salto triplo   | Argento   | 12,99 m (-1,1 m/s) | [ 33 ]                        |
| 2016 | Mediterranei under 23                    | Tunisi     | Salto in lungo | Bronzo    | 6,08 m nw          | [ 33 ]                        |
| 2017 | Europei under 23                         | Bydgoszcz  | Salto in lungo | 10ª       | 6,22 m (+0,1 m/s)  | [ 34 ]                        |
| 2017 | Europei under 23                         | Bydgoszcz  | Salto triplo   | 6ª        | 13,54 m (-1,2 m/s) | [ 35 ]                        |
| 2017 | Universiadi                              | Taipei     | Salto triplo   | 4ª        | 13,51 m (+0,1 m/s) | [ 36 ]                        |
| 2018 | Giochi del Mediterraneo                  | Tarragona  | Salto triplo   | Argento   | 14,05 m (+0,4 m/s) | [ 37 ]                        |
| 2018 | Europei                                  | Berlino    | Salto triplo   | nm (q)    | nm (q)             |                               |
| 2019 | Universiadi                              | Napoli     | Salto triplo   | 9ª        | 13,32 m            |                               |
| 2019 | Mondiali                                 | Doha       | Salto triplo   | 17ª (q)   | 13,97 m            |                               |
| 2021 | Europei indoor                           | Toruń      | Salto triplo   | 9ª (q)    | 13,90 m            | Miglior prestazione personale |
| 2022 | Mondiali                                 | Eugene     | Salto triplo   | 22ª (q)   | 13,63 m            |                               |
| 2022 | Europei                                  | Monaco     | Salto triplo   | 10ª       | 13,48 m            |                               |
| 2023 | Europei indoor                           | Istanbul   | Salto triplo   | 4ª        | 14,08 m            |                               |
| 2023 | Giochi europei                           | Chorzów    | Salto triplo   | Bronzo    | 14,09 m            | [ 38 ]                        |
| 2023 | Giochi europei                           | Chorzów    | A squadre      | Oro       | 426,5 p.           | [ 38 ]                        |
| 2023 | Mondiali                                 | Budapest   | Salto triplo   | 10ª       | 14,05 m            |                               |
| 2024 | Giochi olimpici                          | Parigi     | Salto triplo   | 26ª (q)   | 13,63 m            |                               |

## Campionati nazionali
- 4 volte campionessa assoluta di salto triplo (2015, 2018, 2019, 2023)
- 1 volta campionessa assoluta di salto in lungo (2023)
- 2 volte campionessa assoluta indoor di pentathlon (2016, 2017)
- 1 volta campionessa assoluta indoor di salto triplo (2018)
- 2 volte campionessa universitaria di salto triplo (2015, 2017)
- 2 volte campionessa promesse di salto triplo (2016, 2017)
- 2 volte campionessa promesse di salto in lungo (2016, 2017)
- 1 volta campionessa promesse indoor di salto in lungo (2017)
- 2 volte campionessa promesse indoor di salto triplo (2016, 2017)
- 2 volte campionessa promesse indoor di pentathlon (2016, 2017)
- 2 volte campionessa juniores di salto triplo (2013, 2014)
- 1 volta campionessa juniores di salto in lungo (2013)
- 1 volta campionessa juniores di eptathlon (2013)
- 1 volta campionessa juniores indoor nel salto triplo (2014)
- 2 volte campionessa juniores indoor di salto in lungo (2013, 2014)
- 2 volte campionessa juniores indoor di pentathlon (2013, 2014)
- 1 volta campionessa allieve del salto triplo (2012)
- 1 volta campionessa allieve dell'eptathlon (2012)
- 1 volta campionessa allieve della 4x400 m (2011)
- 1 volta campionessa allieve indoor della 4x200 m (2011)
- 1 volta campionessa allieve indoor nel salto in lungo (2012)
- 2 volte campionessa allieve indoor del salto triplo (2011, 2012)
- 2 volte campionessa allieve indoor del tetrathlon (2011, 2012)
- 1 volta campionessa cadette della 4x100 m (2010)
- 2 volte campionessa cadette nel salto triplo (2009, 2010)

2009
- Oro ai Campionati italiani cadetti e cadette, (Desenzano del Garda), salto triplo - 12,01 m[39]
- Argento ai Campionati italiani cadetti e cadette, (Desenzano del Garda), 4x100 m - 48"71[40]

2010
- Oro ai Campionati italiani cadetti e cadette, (Cles), salto triplo - 12,67 m [41]
- Oro ai Campionati italiani cadetti e cadette, (Cles), 4x100 m - 48"03[42]

2011
- Oro ai Campionati italiani di prove multiple indoor, (Ancona), tetrathlon - 2893 punti (allieve)[43]
- Oro ai Campionati italiani allievi-juniores-promesse indoor, (Ancona), salto triplo - 12,90 m [44]
- Oro ai Campionati italiani allievi-juniores-promesse indoor, (Ancona), 4x200 m - 1'45"06[45]
- 7ª ai Campionati italiani assoluti indoor, (Ancona), salto triplo - 12,78 m[46]
- 8ª ai Campionati italiani assoluti, (Torino), salto in lungo - 5,94 m [47]
- Argento ai Campionati italiani allievi e allieve, (Rieti), salto triplo - 12,96 m [48]
- Oro ai Campionati italiani allievi e allieve, (Rieti), 4x400 m - 3'58"06[49]

2012
- Oro ai Campionati italiani di prove multiple indoor, (Ancona), tetrathlon - 3081 punti (allieve)[50]
- Oro ai Campionati italiani allievi e juniores indoor, (Ancona), salto in lungo - 6,14 m [51]
- Oro ai Campionati italiani allievi e juniores indoor, (Ancona), salto triplo - 12,88 m[52]
- Bronzo ai Campionati italiani assoluti e promesse indoor, (Ancona), salto in lungo - 6,08 m[53]
- 7ª ai Campionati italiani assoluti e promesse indoor, (Ancona), salto triplo - 12,70 m[54]
- Oro ai Campionati italiani allievi e allieve di prove multiple, (Santa Cristina Val Gardena), eptathlon - 5239 punti[55]
- Bronzo ai Campionati italiani allievi e allieve, (Firenze), 100 m hs - 14"22[56]
- Oro ai Campionati italiani allievi e allieve, (Firenze), salto triplo - 13,22 m[57]
- Bronzo ai Campionati italiani allievi e allieve, (Firenze), 4x100 m - 49"59[58]

2013
- Argento ai Campionati italiani di prove multiple indoor, (Ancona), pentathlon - 3772 punti (assolute)[59]
- Oro ai Campionati italiani di prove multiple indoor, (Ancona), pentathlon - 3772 punti (juniores)[60]
- Argento ai Campionati italiani assoluti e promesse indoor, (Ancona), salto triplo - 13,47 m [61]
- Oro ai Campionati italiani allievi e juniores indoor, (Ancona), salto in lungo - 6,14 m [62]
- Argento ai Campionati italiani allievi e juniores indoor, (Ancona), salto triplo - 13,30 m[63]
- Argento ai Campionati italiani allievi e juniores indoor, (Ancona), 4x200 m - 1'43"10[64]
- Oro ai Campionati italiani juniores e promesse di prove multiple, (Busto Arsizio), eptathlon - 5304 punti[65]
- Oro ai Campionati italiani juniores e promesse, (Rieti), salto in lungo - 6,27 m [66]
- Oro ai Campionati italiani juniores e promesse, (Rieti), salto triplo - 13,69 m [67]
- Bronzo ai Campionati italiani juniores e promesse, (Rieti), 4x400 m - 3'56"32[68]
- In finale ai Campionati italiani assoluti, (Milano), salto in lungo - ASS[69]
- Bronzo ai Campionati italiani assoluti, (Milano), salto triplo - 13,11 m[70]

2014
- Bronzo ai Campionati italiani di prove multiple indoor, (Padova),  pentathlon - 3771 punti (assolute)[71]
- Oro ai Campionati italiani di prove multiple indoor, (Padova),  pentathlon - 3771 punti (juniores)[72]
- Oro ai Campionati italiani juniores e promesse indoor, (Ancona), salto in lungo - 6,15 m [73]
- Oro ai Campionati italiani juniores e promesse indoor, (Ancona), salto triplo - 13,06 m[74]
- Bronzo ai Campionati italiani assoluti indoor, (Ancona), salto in lungo - 6,07 m[75]
- Oro ai Campionati italiani juniores e promesse, (Torino), salto triplo - 13,44 m[76]

2015
- 9ª ai Campionati italiani di prove multiple indoor, (Padova), pentathlon - 3260 punti (assolute) [77]
- 4ª ai Campionati italiani di prove multiple indoor, (Padova), pentathlon - 3260 punti (promesse)[78]
- 5ª ai Campionati italiani juniores e promesse indoor, (Ancona), salto in lungo - 6,07 m[79]
- Argento ai Campionati italiani juniores e promesse indoor, (Ancona), salto triplo - 12,84 m[80]
- 6ª ai Campionati italiani assoluti indoor, (Padova), salto in lungo - 6,02 m[81]
- 4ª ai Campionati italiani assoluti indoor, (Padova), salto triplo - 13,33 m [82]
- Oro ai Campionati nazionali universitari, (Fidenza), salto triplo - 13,05 m[83]
- 7ª ai Campionati nazionali universitari, (Fidenza), 4x100 m - 50"39[84]
- Argento ai Campionati nazionali universitari, (Fidenza) 4x400 m - 3'53"70[85]
- Argento ai Campionati italiani juniores e promesse, (Rieti), salto in lungo - 6,30 [86]
- Argento ai Campionati italiani juniores e promesse, (Rieti), salto triplo - 13,17 m[87]
- Oro ai Campionati italiani assoluti, (Torino), salto triplo - 13,76 m [88]

2016
- Oro ai Campionati italiani di prove multiple indoor, (Padova), pentahlon - 3792 punti (assolute) [89]
- Oro ai Campionati italiani di prove multiple indoor, (Padova), pentahlon - 3792 punti (promesse)[90]
- Oro ai Campionati italiani juniores e promesse indoor, (Ancona), salto triplo - 12,95 m[91]
- 5ª ai Campionati italiani assoluti indoor, (Ancona), salto triplo - 12,94 m[92]
- Oro ai Campionati italiani juniores e promesse, (Bressanone), salto in lungo - 6,57 m[93]
- Oro ai Campionati italiani juniores e promesse, (Bressanone), salto triplo 13,14 m[94]
- 5ª ai Campionati italiani assoluti, (Rieti), salto in lungo - 6,15 m [95]

2017
- Oro ai Campionati italiani di prove multiple indoor, (Padova), pentahlon - 4060 punti (assolute) [96]
- Oro ai Campionati italiani di prove multiple indoor, (Padova), pentahlon - 4060 punti (promesse)[97]
- Oro ai Campionati italiani juniores e promesse indoor, (Ancona), salto in lungo - 6,32 m[98]
- Oro ai Campionati italiani juniores e promesse indoor, salto triplo - 13,41 m [99]
- Bronzo ai Campionati italiani assoluti indoor, (Ancona), salto in lungo - 6,34 m [100]
- Argento ai Campionati italiani assoluti indoor, (Ancona), salto triplo - 13,57 m [101]
- Oro ai Campionati italiani juniores e promesse, (Firenze), salto in lungo - 6,27 m [102]
- Oro ai Campionati italiani juniores e promesse, (Firenze), salto triplo - 13,63 m[103]
- Oro ai Campionati nazionali universitari, (Catania), salto triplo - 13,35[104]
- Bronzo ai Campionati nazionali universitari, (Catania), 4x100 m - 48”11[105]
- 6ª ai Campionati nazionali universitari, (Catania), getto del peso - 10,78 m[106]
- 5ª ai Campionati italiani assoluti, (Trieste), salto in lungo - 6,04 m[107]
- Argento ai Campionati italiani assoluti, (Trieste), salto triplo - 13,66 m [108]

2018
- Oro ai Campionati italiani assoluti indoor (Ancona), salto triplo - 13,47 m [109]

2019
- Argento ai Campionati italiani assoluti indoor (Ancona), salto triplo - 13,56 m
- Oro ai Campionati italiani assoluti (Bressanone), salto triplo - 13,52 m

2020
- Argento ai Campionati italiani assoluti indoor (Ancona), salto triplo - 13,16 m
- Argento ai Campionati italiani assoluti (Padova), salto triplo - 13,47 m

2021
- Argento ai Campionati italiani assoluti indoor (Ancona), salto triplo - 13,76 m
- Argento ai Campionati italiani assoluti (Rovereto), salto triplo - 14,09 m

2022
- Argento ai Campionati italiani assoluti indoor (Ancona), salto triplo - 13,70 m
- 4ª ai Campionati italiani assoluti indoor (Ancona), salto in lungo - 6,08 m
- Argento ai Campionati italiani assoluti (Rieti), salto triplo - 13,90 m

2023
- Argento ai Campionati italiani assoluti indoor (Ancona), salto in lungo - 6,31 m
- Argento ai Campionati italiani assoluti indoor (Ancona), salto triplo - 14,11 m
- Oro ai Campionati italiani assoluti (Molfetta), salto triplo - 13,98 m
- Oro ai Campionati italiani assoluti (Molfetta), salto in lungo - 6,37 m

2025
- Argento ai campionati italiani assoluti (Caorle), salto triplo - 13,56 m
- Argento ai Campionati italiani assoluti indoor (Ancona), salto triplo - 13,60 m

## Altre competizioni internazionali
2011
- Argento nell'Incontro internazionale juniores indoor Germania-Italia-Francia, ( Amburgo), salto triplo - 12,76 m[110]

2012
- Oro nell'Incontro internazionale juniores indoor Francia-Germania-Italia, ( Val-de-Reuil), salto triplo - 13,04 m [28]

2013
- Oro nell'Incontro internazionale juniores indoor Italia-Francia-Germania, ( Ancona), salto triplo - 13,12 m[29]

2014
- Oro nell'Incontro internazionale juniores indoor Francia-Germania-Italia, ( Halle), salto triplo - 13,18 m [111]

2023
- Campionati europei a squadre di atletica leggera ( Chorzów)
- Argento ai Campionati europei a squadre di atletica leggera ( Chorzów), salto triplo - 14,09 m